# تلمبه شهدای هفت تیر
تلمبه شهدای هفت تیر، یک آبادی از توابع بخش مرکزی، شهرستان شهربابک در استان کرمان ایران است.

## جمعیت
این آبادی در دهستان خاتون‌آباد قرار دارد و براساس سرشماری مرکز آمار ایران در سال ۱۳۹۵، جمعیت آن ۱۲۶ نفر (۴۴ خانوار) بوده‌است.